# Chaetomium heteropilum
Chaetomium heteropilum är en svampart som beskrevs av N.J. Artemczuk 1980. Chaetomium heteropilum ingår i släktet Chaetomium och familjen Chaetomiaceae.   Inga underarter finns listade i Catalogue of Life.